# 航空試驗所
航空試驗所，為台灣日治時期進行飛機相關研究試驗的機構，隸屬於臺灣總督府交通局遞信部，於1943年設置於台北市頂東勢。航空試驗所配任2位航空官與3位技手，研究項目包含飛機機體、飛機引擎、螺旋槳、航空材料以及其他相關設備。